# ياقوت المستعصمي
ياقُوت المُسْتَعْصِمي أو جمال الدين أبو المجد ياقوت بن عبد الله الرومي المستعصمي الطواشي البغدادي، الملقّب بـقِبْلَة الكُتّاب، خطّاط شهير وكاتب وأديب من أهل بغداد، رومي الأصل، من مماليك المستعصم بالله آخر خلفاء العباسيين، توفي عام 696هـ وقيل عام 686هـ. من آثاره «أسرار الحكمة»، و«أخبار وأشعار».
ورد في كتاب النجوم الزاهرة في ملوك مصر والقاهرة: «وفيها توفي الأستاذ جمال الدين أبو المجد ياقوت بن عبد الله المستعصمي الرومي الطواشي صاحب الخط البديع الذي شاع ذكره شرقًا وغربًا. كان خصيصًا عند أستاذه الخليفة المستعصم بالله العباسي آخر خلفاء بني العباس ببغداد. رباه وأدبه وتعهده حتى برع في الأدب ونظم ونثر وانتهت إليه الرياسة في الخط المنسوب.»

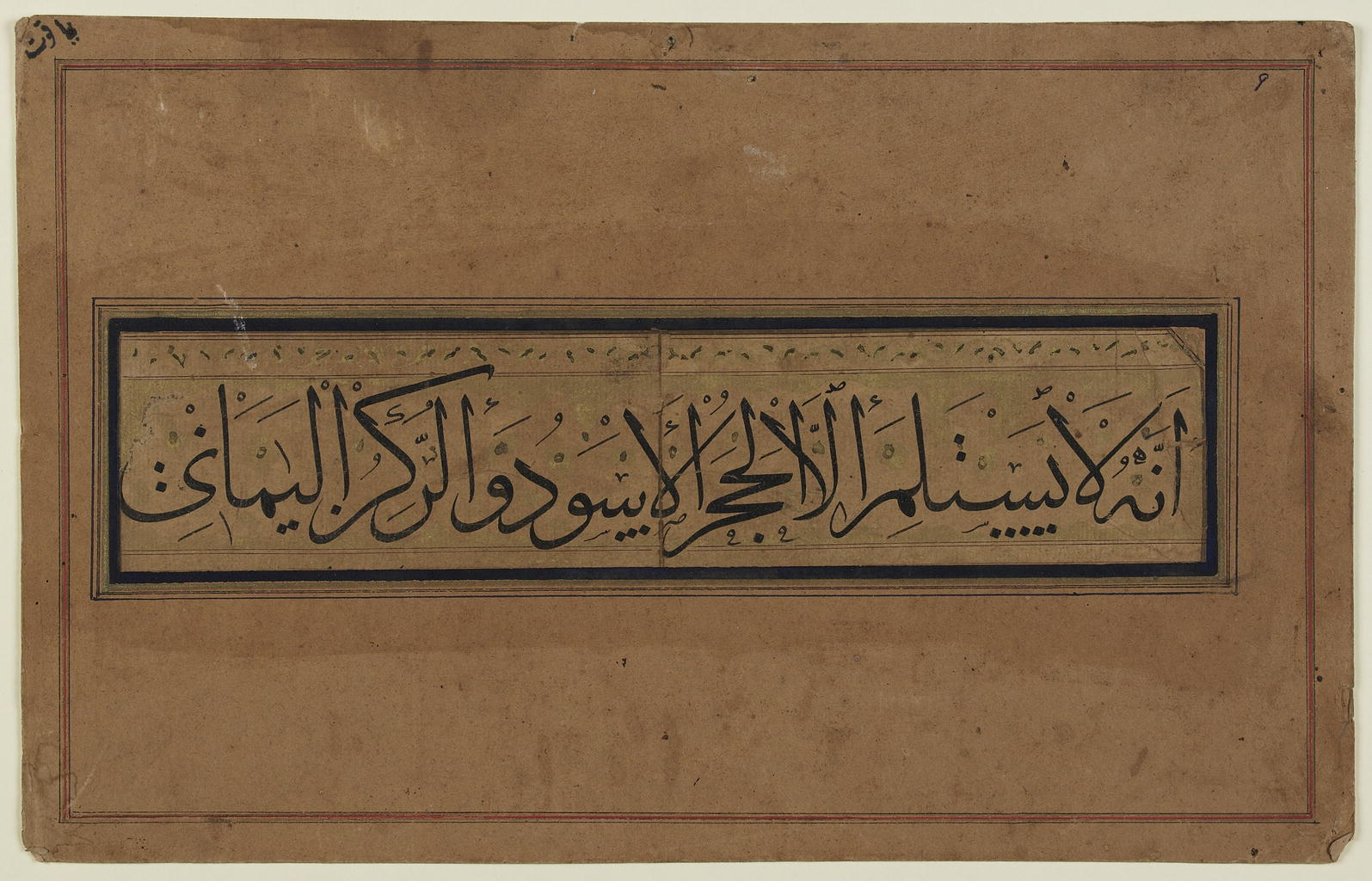
نسخة من خط الثلث خطّها ياقوت المستعصمي
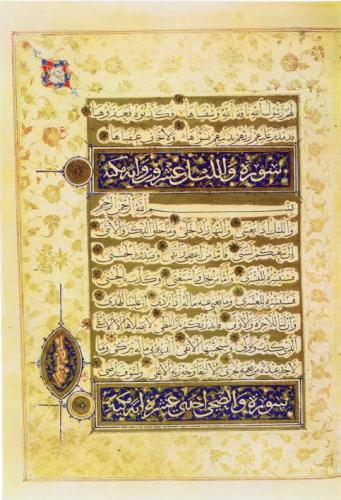
صفحة من مصحف خطّه ياقوت المستعصمي عام 681 هـ/1282 م